# آبشار رامونا
آبشار رامونا (به انگلیسی: Ramona Falls) آبشاری است که در اورگن، ایالات متحده آمریکا</ref name="gnis"> واقع شده و ارتفاع کلی ریزشگاه آن ۱۲۰ فوت (۳۷ متر)</ref name="Oregon.com"> است.